# غونزالو ريوس
غونزالو ريوس (بالإسبانية: Gonzalo Ríos)‏ هو لاعب كرة قدم أرجنتيني في مركز الهجوم، ولد في 30 يناير 1992 في ريسيستينسيا في الأرجنتين. لعب مع كلوب ليون وكيلمس.

## وصلات خارجية
- غونزالو ريوس على موقع قاعدة بيانات كرة القدم.إي يو (الإنجليزية)
- غونزالو ريوس على موقع Soccerway.com (الإنجليزية)
- غونزالو ريوس على موقع AS.com (الإسبانية)